# Italie nord-orientale
 (signalé en mai 2025).
Si vous disposez d'ouvrages ou d'articles de référence ou si vous connaissez des sites web de qualité traitant du thème abordé ici, merci de compléter l'article en donnant les références utiles à sa vérifiabilité et en les liant à la section « Notes et références ».
- Archive Wikiwix
- Bing
- Cairn
- DuckDuckGo
- E. Universalis
- Gallica
- Google
- G. Books
- G. News
- G. Scholar
- Persée
- Qwant
- (zh) Baidu
- (ru) Yandex
- (wd) trouver des œuvres sur Wikidata

Italie nord-orientale.

L’Italie nord-orientale (italien : Italia nord-orientale) est l'un des cinq groupes de régions d'Italie .
Il englobe quatre des vingt régions du pays : l'Émilie-Romagne, le Frioul-Vénétie Julienne, le Trentin-Haut-Adige et la Vénétie.